# 圣迈姆德佩雷罗勒
圣迈姆德佩雷罗勒（法語：Saint-Mayme-de-Péreyrol，法語發音：[sɛ̃ mɛm də peʁeʁɔl]；2020年之前拼作）是法国多尔多涅省的一个市镇，位于该省中部略偏南，属于佩里格区和大佩里格城市圈公共社区。

## 地理
圣迈姆德佩雷罗勒（45°0'53"N, 0°38'49"E）面积10.75 平方千米，位于法国新阿基坦大区多爾多涅省，该省份为法国西南部内陆省份，是法國本土面积第三大的省，大致对应佩里戈尔地区，北起顺时针与夏朗德省、上维埃纳省、科雷兹省、洛特省、洛特-加龙省、吉倫特省和滨海夏朗德省接壤。
与圣迈姆德佩雷罗勒接壤的市镇（或旧市镇、城区）包括：格兰-博尔达斯、韦尔、圣阿芒德韦尔、富莱、博雷加尔和巴萨克、杜维尔。
圣迈姆德佩雷罗勒的时区为UTC+01:00、UTC+02:00（夏令时）。

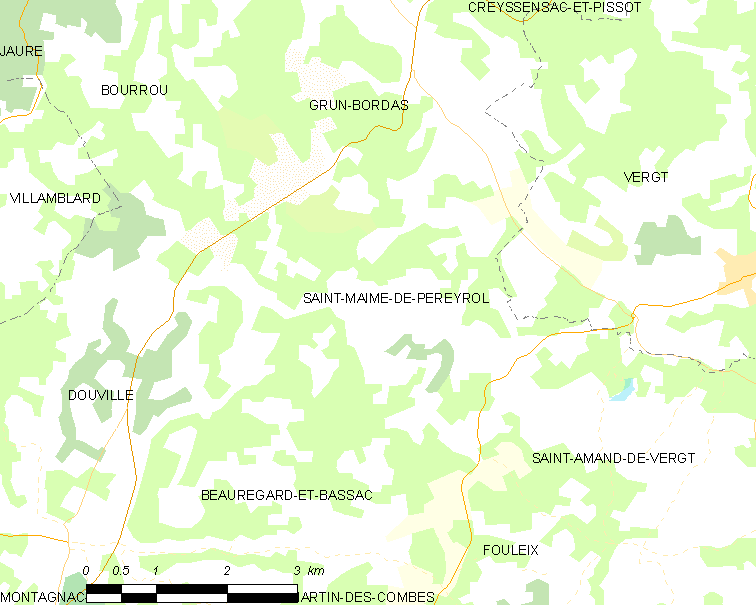
圣迈姆德佩雷罗勒的OSM定位图

## 行政
圣迈姆德佩雷罗勒的邮政编码为24380，INSEE市镇编码为24459。

## 政治
圣迈姆德佩雷罗勒所属的省级选区为中佩里戈尔县。

## 人口

1962-2008年间圣迈姆德佩雷罗勒人口变化图示

圣迈姆德佩雷罗勒于2022年1月1日时的人口数量为287人。